# Rowland Prothero, 1. Baron Ernle
Rowland Edmund Prothero, 1. Baron Ernle, PC, MVO (* 6. September 1851 in Clifton upon Teme, Worcestershire; † 1. Juli 1937 in Ginge Manor, Berkshire) war ein britischer First-Class Cricketspieler und Politiker der Conservative Party. Er war von 1914 und 1919 Abgeordneter im House of Commons und in der Regierung Lloyd George zwischen 1916 und 1919 Landwirtschaftsminister. Von 1919 bis zu seinem Tod 1937 war er als erblicher Peer Mitglied des House of Lords.

## Leben
Rowland Edmund Prothero war der dritte Sohn des anglikanischen Geistlichen Rev. George Prothero (1818–1894), der ab 1857 Gemeindepfarrer von St Mildred’s in Whippingham auf der Isle of Wight und ab 1866 auch Hofkaplan für Königin Victoria (für die Kirche ihres Landsitzes Osborne House auf der Isle of Wight) war, aus dessen Ehe mit Emma Money-Kyrle (1822–1893). Sein ältester Bruder war der Historiker Sir George Walter Prothero (1848–1922), während sein zweitältester Bruder der Admiral Arthur William Edward Prothero (1850–1931) war. Sein jüngerer Bruder Michael Eruli du Santoy Prothero (1856–1923) war Beamter in Britisch-Indien, während seine einzige Schwester Emma Mildred Prothero mit dem Friedensrichter Robert Scott Hankinson verheiratet war. Er selbst absolvierte nach dem Besuch des Marlborough College ein Studium am Balliol College der Universität Oxford, welches er 1878 mit einem Master of Arts (M.A.) beendete. Er erhielt 1878 seine anwaltliche Zulassung bei der Anwaltskammer von Middle Temple und nahm daraufhin eine Tätigkeit als Barrister auf. Er war zudem zwischen 1875 und 1883 First-Class Cricketspieler für den Hampshire County Cricket Club und von 1894 bis 1899 Herausgeber der Quarterly Review, eine Zeitschrift für Politik und Literatur, die danach von seinem ältesten Bruder George Walter Prothero herausgegeben wurde. Daneben fungierte er zwischen 1898 und 1918 als Chefagent von Herbrand Russell, 11. Duke of Bedford. 1901 wurde er als Member des Royal Victorian Order (MVO) ausgezeichnet.
Am 30. Juni 1914 wurde Prothero bei einer Nachwahl im Wahlkreis Oxford University als Nachfolger des verstorbenen Sir William Anson als Abgeordneter der Conservative Party ins britische Unterhaus (House of Commons) gewählt. Bei den Parlamentswahlen im Dezember 1818 wurde er im Wahlkreis Oxford University wiedergewählt. In der Regierung Lloyd George übernahm er am 5. Dezember 1916 das Amt als Landwirtschaftsminister (President of the Board of Agriculture) und bekleidete dieses bis zu einer Regierungsumbildung am 15. August 1919, woraufhin Arthur Lee, 1. Viscount Lee of Fareham, Minister für Landwirtschaft und Fischerei wurde. Er wurde 1916 auch Mitglied des Privy Council. Am 4. Februar 1919 wurde er als Baron Ernle, of Chelsea in the County of London, in den erblichen Adelsstand der Peerage of the United Kingdom erhoben. Er wurde dadurch auf Lebenszeit Mitglied des Oberhauses (House of Lords) und schied dazu aus dem Unterhaus aus, wo ihm Professor Sir Charles Oman nachfolgte.
Rowland Prothero war zweimal verheiratet. In erster Ehe heiratete er am 15. August 1891 Mary Beatrice Bailward (1850–1899). Aus dieser Ehe gingen die Tochter Beatrice Hope Prothero und der Sohn Rowland John Prothero (1894–1918) hervor, der kinderlos als Lieutenant der 7th (Queen’s Own) Hussars im Ersten Weltkrieg fiel. Die zweite am 9. April 1902 geschlossene Ehe mit Barbara Jane Hamley († 1930), Tochter von Lieutenant-Colonel C. O. Hamley, blieb kinderlos. Da er somit am 1. Juli 1937 ohne männlichen Nachkommen verstarb, erlosch mit seinem Tod der Titel des Baron Ernle.

## Veröffentlichungen
- The pioneers and progress of English farming, 1888
- The life and correspondence of Arthur Penrhyn Stanley, Mitautor George Granville Bradley, 1894
- Letters and verses of Arthur Penrhyn Stanley, D.D. Between the years 1829 and 1881, 1895
- The Psalms in human life, 1904
- The pleasant land of France, 1908
- English farming, 1912
- The land and its people. Chapters in rural life and history, 1925
- Lord Byron. The Ravenna journal, 1928